# Église de l'Annonciation-de-Kola
L'église de l'Annonciation-de-Kola est une église orthodoxe construite en pierre, située dans la ville de Kola, dans l'oblast de Mourmansk, en Russie européenne. L'édifice est classé dans la liste de l'héritage patrimonial de la Russie d'importance fédérale depuis 1960.

## Géographie
L'église est située dans la ville de Kola, dans le raïon de Kola, dans l'oblast de Mourmansk.

## Histoire
Une église est pour la première fois construite sur le site à la fin du XVe siècle, mais l'église actuelle n'a été construite qu'entre 1800 et 1809.

## Patrimonialité
L'édifice est classé dans la liste de l'héritage patrimonial de la Russie d'importance régionale sous le no de l'Annonciation-de-511510197660005.